# Żywa nadzieja
Żywa nadzieja – ogólnoświatowa seria kongresów (dużych spotkań religijnych) o charakterze międzynarodowym, zorganizowanych przez Świadków Jehowy, które rozpoczęły się w czerwcu 1979 roku na półkuli północnej, a zakończyły się w styczniu 1980 roku na półkuli południowej.
Myśl przewodnią zaczerpnięto z Listu do Rzymian 8:18–25; 15:13. Zdaniem Świadków Jehowy głównym tematem Biblii jest Królestwo Boże. Dlatego kongres miał na celu, skierowanie uwagi na Królestwo Boże, jako na rząd Boży, który daje nadzieję na doskonałe warunki życia wiecznego w raju na ziemi.

## Kongresy na świecie
W kongresach w kilkudziesięciu krajach zorganizowanych na całym świecie uczestniczyło ponad 3,4 mln osób. Oto niektóre miejsca z serii kongresów:

### Polska
Świadkowie Jehowy w Polsce pomimo obowiązującego od roku 1950 zakazu działalności, latem większymi grupami spotykali się w lasach, na jednodniowych tzw. konwencjach leśnych.

### Austria
W Austrii zorganizowano pięć kongresów. Odbyły się one w Wiedniu, Dornbirn, Grazu, Klagenfurcie i Linzu, uczestniczyło w nich 17 847 osób. W Wiedniu odbył się również kongres dla Świadków Jehowy z Węgier, gdyż ich działalność była niezalegalizowana.

### Francja
W kongresach we Francji wzięły udział 89 073 osoby.

### Izrael
Na dwóch kongresach, które odbyły się w Izraelu, zgromadziło się ogółem 350 osób, a 13 zostało ochrzczonych. Delegaci z innych krajów zwiedzali historyczne miejscowości i inne miejsca biblijne np. górę Synaj, leżącą wówczas na terenie okupowanym przez Izrael oraz górę Karmel.

### Japonia
W Japonii w zgromadzeniach uczestniczyło 105 530 osób.

### Kanada
W Kanadzie zorganizowano 16 zgromadzeń w językach: angielskim, arabskim, francuskim, greckim, hiszpańskim, portugalskim i włoskim.

### Meksyk
W Meksyku w kongresach uczestniczyło 244 340 osób.

### Republika Federalna Niemiec
W Republice Federalnej Niemiec zorganizowano 19 kongresów w 8 językach (niemieckim, angielskim, chorwackim, greckim, hiszpańskim, portugalskim, tureckim i włoskim).

### Salwador
W Salwadorze w 22 kongresach uczestniczyły 24 794 osoby.

### Stany Zjednoczone
W Stanach Zjednoczonych w 93 czterodniowych kongresach uczestniczyło 982 585 osób, a 8630 zostało ochrzczonych. Program przedstawiono w językach: angielskim, chińskim, francuskim, greckim, hiszpańskim, japońskim, koreańskim i portugalskim.

### Szwajcaria
W Szwajcarii zorganizowano trzy kongresy w języku francuskim, hiszpańskim, niemieckim i włoskim.

### Węgry
Na Węgrzech zorganizowano nieoficjalne zgromadzenia w lasach.

## Ważne punkty programu

### Dramaty (przedstawienia biblijne)
- Co wybierasz? (Mojżesz)
- Czy możesz pomóc w potrzebie chłopcu, który nie ma ojca?
- Przemieńcie się przez przeobrażenie umysłu (Pinechas, Zimri, Kozbi)[11]

### Wykład publiczny
- Królestwo Boże – jedyna pewna nadzieja ludzkości

Każdy dzień programu kierował uwagę na werset biblijny. W pierwszy dzień na Rz 12:12, w drugi na Jk 1:22, w trzeci – 1 Pt 2:12, a w ostatni na 2 Pt 3:12.

## Kampania informacyjna
Piątkowe przedpołudnia kongresów przeznaczone były na działalność kaznodziejską.